# Krabí maso

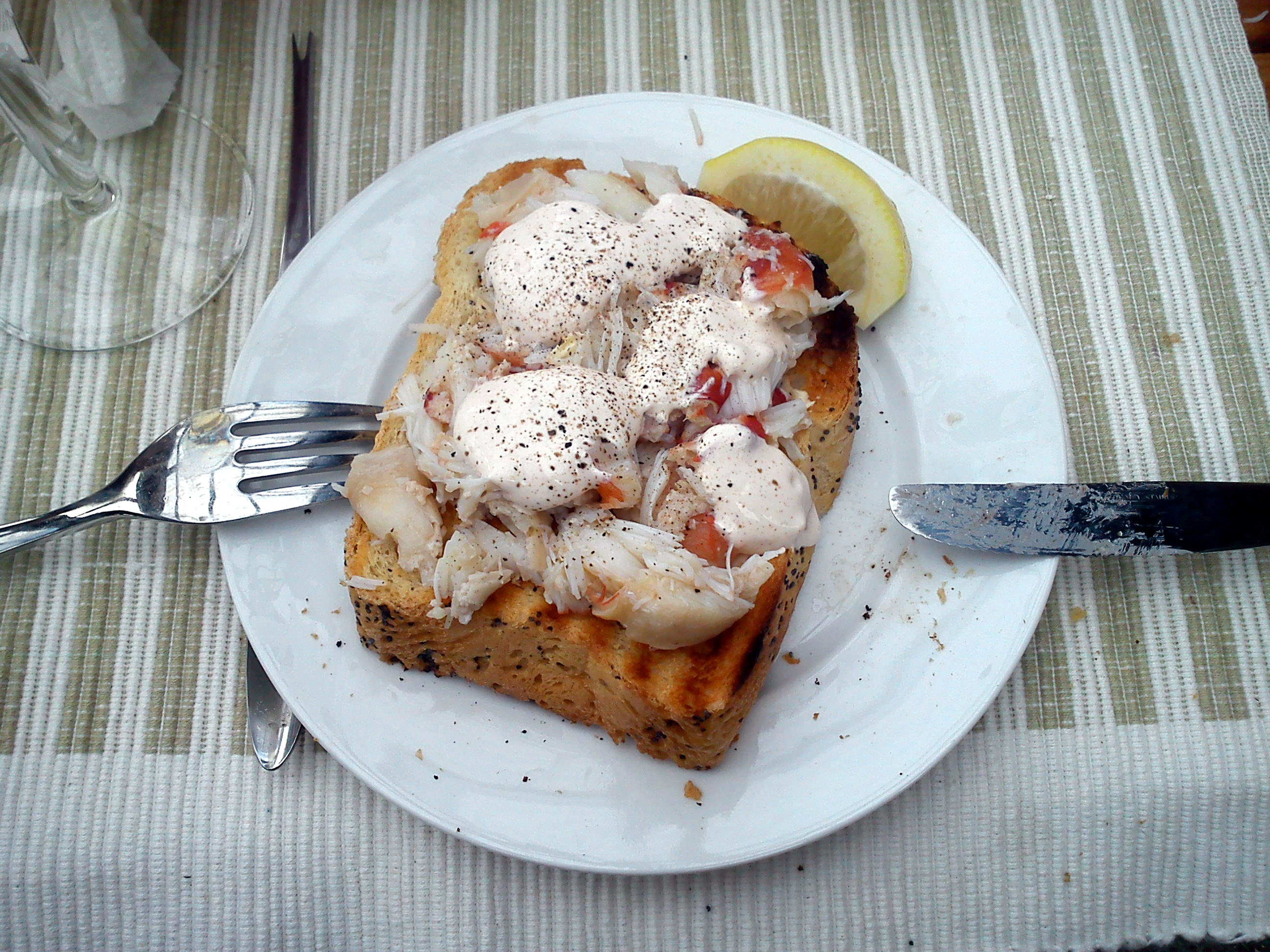
Toast s krabím masem z klepet

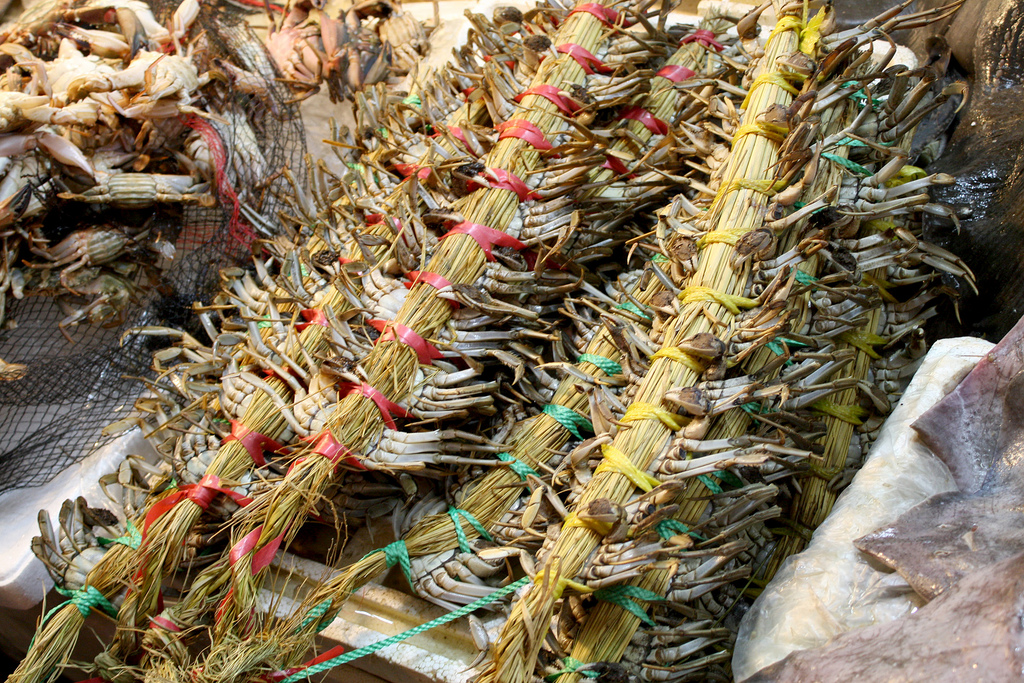
Živí krabi připravení na prodej na trhu

Krabí maso je maso, které pochází z krabů, a to z jeho nohou, klepet a zbytku těla. Pro svou měkkou, delikátní a sladkou chuť se široce používá v celosvětových kuchyních. Má nízký obsah tuku a poskytuje přibližně 340 kJ na porci o hmotnosti 85 g. Mezi komerčně nejdostupnější druhy patří krab německý (Cancer pagurus), krab modrý (Callinectes sapidus) a Portunus pelagicus.
Metody získávání krabího masa se v jednotlivých oblastech liší. Krabi se buď loví celí, nebo existuje i praxe, kdy se uloveným krabům odstraní jedno či obě klepeta, a zvířata jsou opět vrácena do vody. Tato praxe je kontroverzní kvůli obavám o kvalitu života těchto zvířat, ačkoliv některé druhy si dokáží ztracená klepeta při svlékání zregenerovat. Krabí maso se konzumuje čerstvé, mražené nebo konzervované. Odvětví lovu krabů ovlivňují otázky udržitelnosti a regionální předpisy o rybolovu.

## Evropský krab
V západní Evropě, zejména ve Spojeném království, se krabí maso běžně získává z kraba německého (Cancer pagurus). Jedná se o velkého kraba známého svou sladkou, jemnou chutí masa. Spojenému království patří významné rybolovné oblasti pro lov tohoto kraba, s hlavní oblastí ležící u Skotska a také v oblasti jihozápadní Anglie, zejména v Cornwallu a Devonu.
Nejvíce je ceněné maso získané ručně, kdy tento proces zachovává přirozenou chuť masa. Naproti tomu chuť masa "strojově zpracovaného kraba", kdy je k oddělení masa od krunýře používána voda nebo vzduch, může být tímto procesem nepříznivě ovlivněna. Krabí maso je běžně konzumováno v zemích, kde se tito krabi loví.
Vzhledem k omezené trvanlivosti čerstvého masa, která činí čtyři dny, pochází velká část krabího masa dostupná v maloobchodních prodejnách z dříve zmrazených krabů. Zmrazení může změnit texturu a snížit přirozenou chuť bílého krabího masa, protože jeho obsah vody během zmrazování krystalizuje. Alternativně pasterace nabízí způsob, jak prodloužit trvanlivost bez výrazného snížení chuti, pokud se provádí šetrně.
Krab německý poskytuje dva odlišné druhy masa, a to bílé a hnědé maso. V gastronomii jsou oba druhy masa ceněny pro své odlišné vlastnosti. Bílé maso je často oblíbené pro svou jemnou chuť a pevnou texturu, díky čemuž je vhodné do různých pokrmů. Hnědé maso se svou bohatší chutí a měkčí texturou se běžně používá k vylepšení omáček, polévek a paštik.

### Bílé maso
Bílé krabí maso pochází z klepet a nohou. Je převážně bílé barvy a může mít přirozený červený nebo hnědý nádech. Toto maso má nízký obsah tuku a vysoký obsah bílkovin. Jeho chuť je jemná, nasládlá s příjemnou vůní a vločkovitou texturou. Jeho všestrannost umožňuje jeho použití v různých pokrmech, včetně sendvičů, těstovin, rizot, salátů a také na kanapky.

### Hnědé maso
Hnědé maso se získává z těla kraba. Má vyšší obsah přirozeného tuku a je bohaté na omega-3 mastné kyseliny. Například 100 g hnědého krabího masa může poskytnout přibližně dvě třetiny doporučeného týdenního příjmu omega-3 mastných kyselin. Toto maso má texturu podobnou paštice a bohatou, plnou chuť. Barva a textura hnědého masa se může v průběhu roku měnit a odráží tak fyziologického změny, kterými krabi během roku prochází.
Hnědé krabí maso může obsahovat vyšší hladiny kadmia, což je toxický těžký kov. Zatímco mírná konzumace je obecně považována za bezpečnou, pravidelná konzumace hnědého masa představuje potenciální zdravotní rizika v důsledku expozice kadmiu.

## Imitace
Ve Spojených státech amerických se imitace krabího masa, známá také jako surimi, široce používá jako cenově výhodná alternativa ke skutečnému krabímu masu, a to zejména v pokrmech jako jsou saláty z mořských plodů a americké sushi, včetně kalifornské rolky. Jedním z hlavním důvodů popularity této imitace je pracný a drahý proces extrakce čerstvého krabího masa, díky čemuž je imitace kraba dostupnější volbou jak pro spotřebitele, tak pro provozovatele stravovacích zařízení.
Imitace krabího masa s červeným okrajem, kterou lze vidět v mnoha amerických pokrmech, se nejčastěji vyrábí z tresky pestré (Theragra chalcogramma), ryby s jemnou chutí masa bílé barvy, která se hojně vyskytuje v Beringově moři poblíž Aljašky a také u pobřeží střední Kalifornie a v Japonském moři. Díky své neutrální chuti a hladké struktuře slouží treska jako ideální základ pro umělé dochucování a tvarování do produktů podobných krabímu masu. V závislosti na dostupnosti a regionální produkci se používá při výrobě imitace krabího masa i maso jiných druhů ryb, jako je treskovník novozélandský (Macruronus novaezelandiae), špičatník zlatopruhý (Nemipterus virgatus) či smuha bělavá (Genyonemus lineatus), a to zejména v jihovýchodních asijských výrobních závodech.
Surimi vzniklo před více než 800 lety v Japonsku, kde se tradičně používalo k výrobě produktů, jako je kamaboko, dušené nebo grilované rybí koláčky, které jsou populární i v 21. století. Specifická metoda pro přeměnu surimi na imitaci krabího masa byla v Japonsku vyvinuta v roce 1974. Do roku 1983 začaly americké společnosti vyrábět imitaci krabího masa v USA, což vedlo k jeho širokému využití v moderním potravinářském průmyslu.

## Dobré životní podmínky zvířat
Při odstraňování klepet se jedno nebo obě klepeta ručně utrhnou a krab se poté vrátí do vody. Tato praxe se vyskytuje v několika lovištích po celém světě, například v lovišti Menippe mercenaria na Floridě, u severoatlantského druhu Chaceon affinis a v Ibérii u druhu Uca tangeri. Existuje vědecká debata o tom, zda krabi při tomto postupu pociťují bolest, ale existují důkazy, že tato praxe zvyšuje jejich úmrtnost. Ukázalo se, že odstraňování klepet u krabů způsobuje až 47% úmrtnost a negativně ovlivňuje jejich stravovací návyky.